# オーラフ・ビョルンスタット
オーラフ・ビョルンスタット（Olaf Bjørn Bjørnstad、1931年1月10日 - 2013年5月12日）はノルウェーのスキージャンプ選手。

## プロフィール
1953-1954シーズンのスキージャンプ週間でオーベルストドルフ、ガルミッシュ＝パルテンキルヒェン、インスブルックと3連勝、4戦目のビショフスホーフェンでも3位となり888.1ポイントを獲得、エイノ・キルヨネン（フィンランド）に36.9ポイント差をつけて総合優勝を果たした。
しかしながら他に目立った成績は残していない。